# Ґлухи (Мазовецьке воєводство)
Ґлухи (пол. Głuchy) — село в Польщі, у гміні Забродзе Вишковського повіту Мазовецького воєводства.
Населення — 264 особи (2011).
У 1975-1998 роках село належало до Остроленцького воєводства.

## Демографія
Демографічна структура станом на 31 березня 2011 року:
|          | Загалом | Допрацездатний вік | Працездатний вік | Постпрацездатний вік |
| -------- | ------- | ------------------ | ---------------- | -------------------- |
| Чоловіки | 132     | 30                 | 88               | 14                   |
| Жінки    | 132     | 30                 | 72               | 30                   |
| Разом    | 264     | 60                 | 160              | 44                   |